# Ice Capades
Os Ice Capades (Capelas de Gelo em português) foram shows de entretenimento itinerantes com apresentações teatrais de patinação no gelo.  Os espetáculos frequentemente exibiam ex-patinadores olímpicos e campeões nacionais dos EUA que se aposentaram da competição formal.  Iniciada em 1940, as Ice Capades cresceram rapidamente e prosperaram por 50 anos.  Um declínio na popularidade na década de 1980, e o show saiu do negócio por volta de 1995. Houve várias tentativas de reviver o show e seu nome.
A Ice Capades foi fundada em fevereiro de 1940 em Hershey, na Pensilvânia, por nove homens que se autodenominaram a Associação de Gerentes da Arena.  Eles se reuniram para discutir a formação de um show de gelo para tocar em suas arenas durante a temporada de entretenimento de 1940-1941.
Ice Capades mostra foram extremamente popular por várias décadas-quase um nome à casa-embora criticada por alguns como kitsch. Mostra que muitas vezes Olympic característica antiga figura que tinha reformado skatistas amadores de concorrência.
Harris vendeu a companhia em 1963 por US $ 5,5 milhões; em 1986-então proprietário Metromedia vendidos Ice Capades e os Harlem Globetrotters como um pacote a International Broadcasting Corporation por US $ 30 milhões. No entanto, um declínio da popularidade começou na década de 1980 e da empresa mãe faliu em 1991. Em 1993, Dorothy Hamill comprou Ice Capades activos em uma falência venda e tentou reavivar a empresa com os aclamados pela crítica Congelados no Tempo: Cinderela no gelo, mas assiduidade os valores se mantiveram estagnadas. Em fevereiro de 1995, ela vendeu a empresa por US $ 10 milhões para a televisão evangelista Pat Robertson Internacional da Família Entertainment Inc., mas eles anunciaram planos para vender em agosto de 19 95, e Ice Capades saiu do negócio um curto período de tempo mais tarde.
Os analistas acreditam que, por um lado, a crescente popularidade do desporto da figura patinação significava que veio a público mais sofisticado prefiro simples Olímpicos de estilo de gelo patinagem competições, ou patinar mostra para adultos (ou seja, sem caricatura caracteres) como a Stars Gelo, e por outro lado, mostra como a Disney no gelo (com personagens Disney cartoon) concorreu com sucesso para o público infantil.
Similar tradicional ice-skating entretenimento mostra incluiu o Gelo FOLIA Holiday e no gelo.

## Revivals
No Outono de 2000, Ice Capades foi ressuscitada pelo Jardim Entertainment, no seu formato original com um grande elenco de skatistas. O novo programa foi concebido, dirigido e coreografada pelo ex-campeão alemão par patinagem Almut Lehmann Peyper. O show não foi um sucesso financeiro e fechada em novembro de 2000, cancelando as restantes datas turísticos.
Outra tentativa de reviver Ice Capades foi feito na Primavera de 2008 com planos para uma barraca mostrar produção chamada "Mystika", faturado como "Cirque Atende Gelo". No entanto, as datas previamente anunciadas tour 2008 foram canceladas e sem futuro mostra ter sido anunciada.
Em meados de agosto de 2008, foram realizadas audições em Lake Placid, Nova York para a todas as novas Ice Capades. Desenvolvido pela Holdings Entretenimento e Lazer tijolo vermelho, Ice Capades será produzido mostra como viver patinagem, televisão especiais, episódica série, e de conteúdo da web. Três em tempo E.U. pares campeã olímpica e dois em tempo JoJo Starbucks foi nomeado como Director Artístico [1].
Trecho da Música Judy is Punk da Banda Ramones...Onde Jackie e Judy entram no Ice Capades

## Cultura
Curiosamente, sitcom episódios com uma trama envolvendo bilhetes para o Ice Capades estavam ainda a ser escrita anos após o desaparecimento da empresa, incluindo os episódios de O Drew Carey Show, Friends, Everybody Loves Raymond, e Buffy o Vampiro Slayer. O show também tem sido amplamente parodied, por exemplo, pelo cartunista Gary Larson em quadrinhos legenda "Ice Cruzadas" e "Dirt Capades". Na série de banda desenhada, Foster's Home para Imaginary Friends é falsificado como o "Ice Charades".
O Ice Capades também foram lampooned no Robot Chicken Star Wars especial, aparecendo como a fictícia "Empire On Ice!" (Junho 2007)
O Ice Capades franquia também foi utilizado com sucesso por um tempo para gerir cerca de gelo ringues América do Norte, com início em Santa Monica convertido em um beco ceder e em outros locais, tais como o Galleria Shopping, em Houston, Texas; Costa Mesa Califórnia; Topanga Plaza (Los Área Angeles) e San Diego, entre outros. [Citação necessários] Entre os executivos que corriam o chalé franquia foram Michael Kirby, e de Ron Priestley, (ambos ex-gelo mostram estrelas) e George Eby. Aclamado E.U. Olímpica treinador, John Nicks, foi seu diretor Nacional Figure Skating. [Citação necessários] O conceito de utilização de gelo ringues no centro de shoppings foi aplicada com sucesso por Ice Capades. O ringues foram desenvolvidas e financiadas pelo promotor imobiliário com Ice Capades trabalhando em uma taxa mensal de gestão, acrescidos de uma percentagem dos lucros. [Citação necessários] Ice Capades Chalets também vendeu o conceito de gestão profissional ice rink de um grande centro comercial em Joanesburgo, África do Sul (Carlton Center), e treinado. Era para ser a sua única franquia internacional. [Citação necessários] gelo patinagem campeão sul-Africano, Terry Meyer, esteve entre aqueles formados por Ice Capades a sua sede em Santa Monica Boulevard fantasias para o gelo mostra também foram fabricados. [Citação necessários] Com seus conhecimentos especializados em fazer gelo mostram fantasias, Ice Capades também foram incumbidos de fazer fantasias para alguns dos principais animadores como Elvis Presley e Liberace.
Foi usado em Trecho da Música Judy is Punk da Banda Punk Ramones